# Eudonia citrocosma
Eudonia citrocosma là một loài bướm đêm trong họ Crambidae.